# Caravan (album)
Caravan è il primo album dei Caravan, pubblicato dalla Verve Forecast Records nell'ottobre del 1968.Il disco fu registrato a fine estate del 1968 al Advision Studios di Londra, Inghilterra.

## Tracce
Brani composti da: David Sinclair, Julian Hastings, Richard Coughlan e Richard Sinclair, tranne dove indicato
Lato A
1. Place of My Own – 4:00
2. Ride – 3:40
3. Policeman – 2:40
4. Love Song with Flute – 4:06
5. Cecil Rons – 4:05

Lato B
1. Magic Man – 4:00
2. Grandma's Lawn – 3:20
3. Where but for Caravan Would I? – 8:55 (David Sinclair, Julian Hastings, Richard Coughlan, Richard Sinclair, Brian Hopper)

Edizione CD del 2002, pubblicato dalla Verve Forecast Records
Brani composti da: Richard Coughlan, Pye Hastings, David Sinclair, Richard Sinclair, tranne dove indicato
1. Place of My Own – 4:01
2. Ride – 3:42
3. Policeman – 2:44
4. Love Song with Flute – 4:10
5. Cecil Rons – 4:07
6. Magic Man – 4:03
7. Grandma's Lawn – 3:25
8. Where but for Caravan Wouldn't I? – 9:01 (R. Coughlan, P. Hastings, D. Sinclair, R. Sinclair, Brian Hopper)
9. Place of My Own – 4:01
10. Ride – 3:42
11. Policeman – 2:44
12. Love Song with Flute – 4:10
13. Cecil Rons – 4:07
14. Magic Man – 4:03
15. Grandma's Lawn – 3:25
16. Where but for Caravan Wouldn't I? – 9:01
17. Hello Hello – 3:12 – Bonus Track - Single Version

- Brano nr.17, prodotto da Caravan e Terry King
- Brani da nr.1 a nr.8 in versione mono
- Brani da nr.9 a nr.17 in versione stereo

## Musicisti
- Pye Hastings - chitarra, basso, voce
- Richard Sinclair - chitarra, basso, voce
- David Sinclair - organo, pianoforte, voce
- Richard Coughlan - batteria

Ospite 
- Jimmy Hastings - flauto (solo nel brano: Love Song with Flute)